# Championnat du Turkménistan de football 2003
Navigation
Saison 2002 Saison 2004
La saison 2003 du Championnat du Turkménistan de football est la onzième édition de la première division au Turkménistan. La compétition rassemble les dix meilleurs clubs du pays qui sont regroupés au sein d'une poule unique et s'affrontent quatre fois, deux à domicile et deux à l'extérieur. À l'issue du championnat, le dernier du classement est relégué et remplacé par le meilleur club de deuxième de deuxième division.
C'est le club de Nisa Achgabat qui remporte la compétition cette saison après avoir terminé en tête du classement final, avec treize points d'avance sur Nebitçi Balkanabat et seize sur le tenant du titre, Şagadam Türkmenbaşy. C'est le quatrième titre de champion du Turkménistan de l'histoire du club, qui manque le doublé en s'inclinant en finale de la Coupe du Turkménistan face à Nebitçi Balkanabat.

## Les clubs participants
| - Köpetdag Achgabat - Nebitçi Balkanabat - Merw Mary - Şagadam Türkmenbaşy - FK Ahal Akdashayak | - Nisa Achgabat - Garagam Türkmenabat - Turan Dashoguz - Gazçy Gazojak - Promu de D2 - Asudalyk Achgabat |

## Compétition
Le barème de points servant à établir le classement se décompose ainsi :
- Victoire : 3 points
- Match nul : 1 point
- Défaite : 0 point

### Classement
| Rang | Équipe               | Pts | J  | G  | N  | P  | Bp  | Bc  | Diff |
| ---- | -------------------- | --- | -- | -- | -- | -- | --- | --- | ---- |
| 1    | Nisa Achgabat        | 92  | 36 | 29 | 5  | 2  | 102 | 12  | +90  |
| 2    | Nebitçi BalkanabatC  | 79  | 36 | 23 | 10 | 3  | 100 | 23  | +77  |
| 3    | Şagadam TürkmenbaşyT | 76  | 36 | 23 | 7  | 6  | 67  | 28  | +39  |
| 4    | Asudalyk Achgabat    | 63  | 36 | 19 | 6  | 11 | 62  | 44  | +18  |
| 5    | Merw Mary            | 53  | 36 | 17 | 2  | 17 | 56  | 65  | -9   |
| 6    | Köpetdag Achgabat    | 49  | 36 | 13 | 10 | 13 | 57  | 39  | +18  |
| 7    | Gazçy GazojakP       | 41  | 36 | 13 | 2  | 21 | 47  | 72  | -25  |
| 8    | Turan Dashoguz       | 33  | 36 | 10 | 3  | 23 | 40  | 85  | -45  |
| 9    | FK Ahal Akdashayak   | 22  | 36 | 7  | 1  | 28 | 25  | 96  | -71  |
| 10   | Garagam Türkmenabat  | 8   | 36 | 2  | 2  | 32 | 11  | 103 | -92  |

|  | Qualification pour la Coupe de l'AFC 2004                                     |
|  | Relégation directe en deuxième division                                       |
|  | T : Tenant du titre C : Vainqueur de la Coupe du Turkménistan P : Promu de D2 |

## Bilan de la saison
| Championnat du Turkménistan de football 2003                             |                          |
| Champion                                                                 | Nisa Achgabat (4e titre) |
| Coupes et trophées                                                       |                          |
| Vainqueur de la Coupe du Turkménistan 2003                               | Nebitçi Balkanabat       |
| Qualifications continentales                                             |                          |
| Coupe de l'AFC 2004                                                      | Nisa Achgabat            |
| Coupe de l'AFC 2004                                                      | Nebitçi Balkanabat       |
| Promotions et relégations                                                |                          |
| Promus en Yokary Liga                                                    | HTTU Achgabat            |
| Relégués en Championnat du Turkménistan de football de deuxième division | Garagam Türkmenabat      |